# Studenška brv
Studenška brv (Deutsch: Studenci-Steg) ist eine 2007 eröffnete Fußgängerbrücke über die Drau in der Stadtgemeinde Maribor, im Nordosten Sloweniens. 

## Lage
Die Brücke verbindet den Stadtbezirk Koroška vrata am nördlichen Flussufer mit dem Stadtbezirk Studenci am rechten Drau-Ufer. 
Sie liegt auf der Höhe des Bahnhofs Maribor-Studenci im Süden und der Strma ulica / Kreuzung Ob bregu am nördlichen Ufer der Drau. Die Brücke ermöglicht dadurch einen direkten Zugang zum Wanderweg Lent (Altstadt Maribor)/Maribor-Insel.

## Beschreibung
Die Fußgängerbrücke Studenci-Steg stellt eine geteilte Stahlraumfachwerkkonstruktion dar. Das Fachwerk überwindet drei bestehende Spannweiten von 42 m, die durch eine alte und fast zerstörte Fußgängerbrücke an gleicher Stelle vorgegeben waren, von der lediglich die Flusspfeiler erhalten, erneuert und angepasst werden sollten.
Das Stahlfachwerktragwerk der Brücke ist 2,05 m tief, im Querschnitt dreieckig und besteht aus runden Stahlrohren.

## Geschichte
Im Jahr 1885 baute die Stadt Marburg eine Fußgängerbrücke mit dem Namen Eisenbrücke über die Drau. Sie verband die Heugasse und Uferstraße Ob bregu in der Kärntner Vorstadt am linken Flussufer mit Studenci auf der südlichen Drauseite und wurde hauptsächlich für die Eisenbahner gebaut. Am 13. September 1903 wurde die Brücke vom Hochwasser weggeschwemmt. Im folgenden Jahr wurde eine neue Fußgängerbrücke gebaut, die im April 1941 von der Königlich-Jugoslawischen Armee zerstört wurde. Die deutsche Wehrmacht baute die Brücke wieder auf, doch am 9. Juli 1946 wurde sie erneut durch Überschwemmungen zerstört. Zwei Jahre später wurde der Überbau durch einen neuen mit zwei geschweißten Blechträgern ersetzt und am 25. September 1948 eröffnet. Auch die Straße auf der Brücke wurde asphaltiert.
Im Jahr 2004 schlug die Stadt Maribor den Wiederaufbau der Brücke vor. Die Bauarbeiten begannen im November 2006 und wurden im Januar 2008 abgeschlossen. Im Juli 2008 erhielt die Brücke den Footbridge Award 2008.